# Wysoka (Sucha)
Pour les articles homonymes, voir Wysoka (homonymie).
Wysoka est une localité polonaise de la gmina de Jordanów, située dans le powiat de Sucha en voïvodie de Petite-Pologne.